# Boku no Yuuutsu to Fukigen na Kanojo
Singles de AAA
Lil' Infinity
(2015) Game Over?
(2015)
Boku no Yuuutsu to Fukigen na Kanojo est le 44e single du groupe AAA sorti sous le label Avex Trax le 25 mars 2015 au Japon. À l'occasion de leur dixième anniversaire, un single est sorti chaque mois, celui-ci est le troisième d'une série de sept. Il arrive 4e à l'Oricon. Il se vend à 43 151 exemplaires la première semaine et reste classé 16 semaines pour un total de 55 672 exemplaires vendus en tout durant cette période. Boku no Yuuutsu to Fukigen na Kanojo se trouve sur l'album AAA 10th Anniversary Best.

## Liste des titres
| 1. | Boku no Yuuutsu to Fukigen na Kanojo (ぼくの憂鬱と不機嫌な彼女)                |  |
| 2. | Boku no Yuuutsu to Fukigen na Kanojo (Instrumental) (ぼくの憂鬱と不機嫌な彼女) |  |